# Douwe Taeke van der Ploeg
Douwe Taeke Engelbertus van der Ploeg (Bergum, 28 maart 1919 - Sneek, 20 september 2006) was een Friese florist en onderwijzer. Hij heeft honderden publicaties, in het Fries en het Nederlands, op zijn naam staan over de natuur in Friesland.
Zijn bekendste boeken zijn De Flora fan de Fryske Sangrounen, Atlas fan de floara fan Fryslân, List fan Fryske plantenammen en Stinzenplanten. Misschien verwierf Van der Ploeg in Friesland nog wel de meeste bekendheid als hoofdauteur van het driedelige Vogels in Friesland. Ook schreef hij gidsen voor It Fryske Gea en Staatsbosbeheer (Natuur in Fryslân, 1999).
Van der Ploeg was een zeer actief florist. Hij was niet alleen actief in het veld, maar publiceerde ook heel veel, alleen al getuige de vele tientallen publicaties in de tijdschriften Gorteria, Vanellus en De Levende Natuur. Hij was dé Nederlandse specialist van het geslacht fonteinkruid (Potamogeton).
Van der Ploeg was een autodidact. Hij was opgeleid tot onderwijzer, maar kreeg in 1968 erkenning voor zijn zelf verworven natuurkennis met een ‘geschiktheidsverklaring' als leraar biologie. Zijn grote kennis bracht hij onder andere over op de leerlingen van pedagogische academie "De Him" in Sneek, die hij bij voorkeur meenam het veld in. In 1983 zwaaide hij af bij deze school als directeur.
Van der Ploeg werd meermalen gelauwerd voor zijn werk, bijvoorbeeld met de Dr. Joast Halbertsmapriis in 1956 en de Heimans en Thijsse Prijs in 1985. Taraxacum ploegii is naar Van der Ploeg vernoemd.
In Gorteria 35-5 (28 oktober 2011) verscheen een artikel waarin voorgesteld wordt om de Carex-hybride Carex otrubae × C. paniculata de nieuwe naam Carex ×ploegii te geven. Ter nagedachtenis aan van der Ploeg, die veel aandacht heeft besteed aan carices en Carex-hybriden. Van der Ploeg was samen met enkele anderen verantwoordelijk voor de eerste vondst van deze hybride in Nederland.
- Author citation (botany): D.T.E.Ploeg
- Digitale Bibliotheek voor de Nederlandse Letteren: ploe001
- Gemeinsame Normdatei: 172561450
- International Standard Name Identifier: 0000 0003 7001 016X
- Nederlandse Thesaurus van Auteursnamen: 073528951
- Virtual International Authority File: 240976647
- WorldCat: E39PBJxGRhF8JkyRKQGMt6Vt8C